# Điểm cân bằng thị trường
Trong kinh tế, cân bằng kinh tế là tình huống trong đó các lực lượng kinh tế như cung và cầu được cân bằng và khi không có ảnh hưởng bên ngoài, các giá trị (cân bằng) của các biến kinh tế sẽ không thay đổi. Ví dụ, trong văn bản tiêu chuẩn cạnh tranh hoàn hảo, trạng thái cân bằng xảy ra tại điểm mà tại đó lượng cầu và lượng cung là bằng nhau. Trạng thái cân bằng thị trường (Vùng cân bằng) trong trường hợp này là điều kiện giá thị trường được thiết lập thông qua cạnh tranh sao cho lượng hàng hóa hoặc dịch vụ mà người mua tìm kiếm bằng với lượng hàng hóa hoặc dịch vụ do người bán sản xuất. Giá này thường được gọi là giá cạnh tranh hoặc giá bù trừ thị trường và sẽ có xu hướng không thay đổi trừ khi cầu hoặc cung thay đổi, và số lượng được gọi là "số lượng cạnh tranh" hoặc số lượng bù trừ thị trường. Nhưng khái niệm cân bằng trong kinh tế cũng áp dụng cho các thị trường cạnh tranh không hoàn hảo, nơi sự cân bằng có dạng cân bằng Nash.

## Tính chất của trạng thái cân bằng
Ba tính chất cơ bản của trạng thái cân bằng nói chung đã được Huw Dixon đề xuất. Đó là:
Cân bằng P1: Hành vi của các tác nhân là phù hợp.
Cân bằng P2: Không có đại lý nào có động cơ để thay đổi hành vi của mình.
Tính chất cân bằng P3: Cân bằng là kết quả của một số quá trình động (ổn định).

### Ví dụ: cân bằng cạnh tranh
- P – price
- Q – quantity demanded and supplied
- S – supply curve
- D – demand curve
- P0 – equilibrium price
- A – excess demand – when P<P0
- B – excess supply – when P>P0

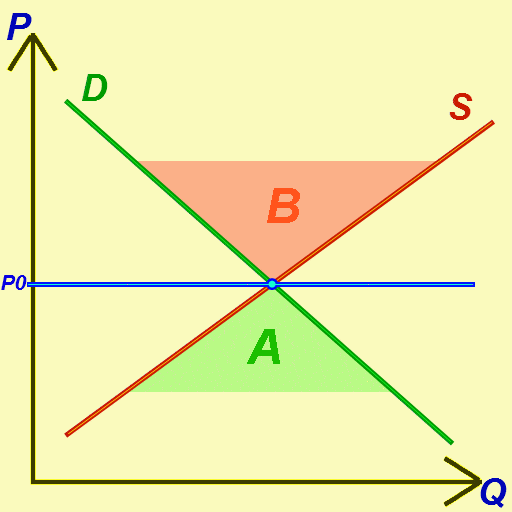
Cân bằng cạnh tranh: Giá cân bằng cung cầu.
- P – price
- Q – quantity demanded and supplied
- S – supply curve
- D – demand curve
- P_{0} – equilibrium price
- A – excess demand – when P<P_{0}
- B – excess supply – when P>P_{0}

Trong trạng thái cân bằng cạnh tranh, cung bằng với cầu. Chỉ số P1 được thỏa mãn, vì ở mức giá cân bằng, lượng cung được cung cấp bằng với lượng cầu. Chỉ số P2 cũng hài lòng. Nhu cầu được chọn để tối đa hóa tiện ích theo giá thị trường: không ai ở phía cầu có bất kỳ động cơ nào để yêu cầu nhiều hơn hoặc ít hơn ở mức giá hiện hành. Tương tự như vậy, nguồn cung được xác định bởi các công ty tối đa hóa lợi nhuận của họ theo giá thị trường: không có công ty nào muốn cung cấp nhiều hơn hoặc ít hơn ở mức giá cân bằng. Do đó, các đại lý ở cả phía cầu và phía cung sẽ không có động lực nào để thay đổi hành động của họ.
Để xem liệu chỉ số P3 có hài lòng hay không, hãy xem xét những gì xảy ra khi giá vượt quá mức cân bằng. Trong trường hợp này có một nguồn cung dư thừa, với số lượng cung vượt quá nhu cầu đó. Điều này sẽ có xu hướng gây áp lực giảm giá để làm cho nó trở lại trạng thái cân bằng. Tương tự như vậy, nơi giá nằm dưới điểm cân bằng, có sự thiếu hụt nguồn cung dẫn đến sự tăng giá trở lại trạng thái cân bằng. Không phải tất cả các điểm cân bằng là "ổn định" theo nghĩa của tính chất cân bằng P3. Có thể có các cân bằng cạnh tranh không ổn định. Tuy nhiên, nếu trạng thái cân bằng không ổn định, nó đặt ra câu hỏi để đạt được nó. Ngay cả khi nó thỏa mãn các thuộc tính P1 và P2, sự vắng mặt của P3 có nghĩa là thị trường chỉ có thể ở trạng thái cân bằng không ổn định nếu nó bắt đầu từ đó.
Trong hầu hết các câu chuyện kinh tế vi mô đơn giản về cung và cầu, trạng thái cân bằng tĩnh được quan sát thấy trong một thị trường; tuy nhiên, cân bằng kinh tế cũng có thể là động. Cân bằng cũng có thể là toàn bộ nền kinh tế hoặc chung, trái ngược với trạng thái cân bằng một phần của một thị trường. Cân bằng có thể thay đổi nếu có sự thay đổi về điều kiện cung hoặc cầu. Ví dụ, sự gia tăng nguồn cung sẽ phá vỡ trạng thái cân bằng, dẫn đến giá thấp hơn. Cuối cùng, một trạng thái cân bằng mới sẽ đạt được ở hầu hết các thị trường. Sau đó, sẽ không có thay đổi về giá hoặc lượng sản phẩm được mua và bán - cho đến khi có sự thay đổi ngoại sinh về cung hoặc cầu (chẳng hạn như thay đổi về công nghệ hoặc thị hiếu). Đó là, không có lực lượng nội sinh dẫn đến giá cả hoặc số lượng.

## Đánh giá tiêu chuẩn
Hầu hết các nhà kinh tế học, ví dụ Paul Samuelson,:Ch.3,p.52 thận trọng với việc gắn ý nghĩa chuẩn tắc (phán đoán giá trị) với giá cân bằng. Ví dụ, thị trường thực phẩm có thể ở trạng thái cân bằng cùng lúc mà mọi người đang chết đói (vì họ không có khả năng trả mức giá cân bằng cao). Thật vậy, điều này đã từng xảy ra trong nạn đói lớn ở Ireland năm 1845–52, dù là nơi xuất khẩu thực phẩm nhưng người dân vẫn bị chết đói, do mức lợi nhuận lớn hơn khi bán lại cho người Anh - giá cân bằng của thị trường Anh-Ireland đối với khoai tây cao hơn giá mà nông dân Ireland có thể mua được, và do đó (trong số các lý do khác) làm cho người dân bị chết đói.